# نوريكو هيداكا
نوريكو هيداكا (日高のり子 هيداكا نوريكو) (اسمها الحقيقي نوريكو ناغاي (永井範子 ناغاي نوريكو)) هي مؤدية أصوات يابانية ولدت في 31 مايو 1962 في تشيودا, طوكيو.

## أدوارها في الأنمي

### مسلسلات أنمي تلفزيونية
- الماسة الزرقاء - علاء
- تاتش - مينامي أساكورا
- ميكس - الراوية
- رانما ½ - أكاني تيندو
- روروني كينشين - سيتا سوجيرو
- ديث نوت - نير
- إينوياشا - كيكيو
- إينوياشا: الجزء الأخير - كيكيو
- ون بيس - بيلمير
- فرقة الفرسان - كونستانس
- الرمية الملتهبة - سامي
- سونيك X - هيلين
- ستار درايفر - فوجينو يو
- زهرة و السيف المضيء - نعنع
- كيوسوغيغا - آ
- ويك أب, جيرلز! - جونكو تانغي
- المحقق كونان - سيرا ماسومي
- بوكيمون - جينيت فيشر
- بوبتيبيبيك - بيبيمي (الحلقة 1B)
- شينيا! تينساي باكابون - باكابون نو ماما
- مذكرات العطارة - فنغ مينغ

### أوفا أنمي
- غانباستر - نوريكو تاكايا
- ساكورا تايسن: إكول دو باريس - إيريكا فونتين
- ساكورا تايسن: لو نوفو باريس - إيريكا فونتين
- سوبرنتشرل ذي أنيميشن - أبيغيل سوليفان
- هجوم العمالقة - إيزابيل

### أفلام أنمي
- رانما ½: معركة مخالفة القوانين - أكاني تيندو
- رانما ½: مهمة استعادة العروس - أكاني تيندو
- رانما ½: فريق رانما ضد الفنيق الأسطوري - أكاني تيندو
- إينوياشا: مشاعر تتخطى الزمان - كيكيو
- إينوياشا: قلعة الخيال في المرآة - كيكيو
- إينوياشا: سيف الحكم المطلق - كيكيو
- إينوياشا: جزيرة هوراي القرمزية - كيكيو
- جاري توتورو - ساتسوكي
- أكاديمية الساحرات الصغيرات - شايني شاريوت
- ويك أب، جيرلز!: النجمات السبع - جونكو تانغي
- ويك أب، جيرلز!: ظل الشباب - جونكو تانغي
- ويك أب، جيرلز!: بيوند ذا بوتوم - جونكو تانغي
- فيلم بوكيمون: مصير ديوكسيس - توري لاند

## أدوارها في ألعاب الفيديو
- سلسلة ألعاب ساكورا تايسن - إيريكا فونتين
- بروجكت X زون 2 - إيريكا فونتين
- رانما ½: باتل رينيسانس - أكاني تيندو

## أدوارها في الدبلجة اليابانية
- غلي - إيما بيلزبيري

## وصلات خارجية
- نوريكو هيداكا على موقع IMDb (الإنجليزية)
- نوريكو هيداكا على موقع ألو سيني (الفرنسية)
- نوريكو هيداكا على موقع ميوزك برينز (الإنجليزية)
- نوريكو هيداكا على موقع قاعدة بيانات الأفلام السويدية (السويدية)
- نوريكو هيداكا على موقع ديسكوغز (الإنجليزية)
- نوريكو هيداكا على موقع قاعدة بيانات الفيلم (الإنجليزية)
- نوريكو هيداكا على موقع كينوبويسك (الروسية)